# Milovan Sikimić
Milovan Sikimić (Smederevo, Serbia, 25 de octubre de 1980), futbolista serbio. Juega de defensa y su actual equipo es el RC Strasburgo de la CFA de Francia. 

## Clubes
| Club                 | País    | Año       |
| -------------------- | ------- | --------- |
| OFK Mladenovac FC    | Serbia  | 2001-2002 |
| EA Guingamp          | Francia | 2002-2007 |
| Partizan de Belgrado | Serbia  | 2007-2009 |
| RC Strasburgo        | Francia | 2009-2011 |
| Apollon Limassol     | Chipre  | 2011-2012 |
| RC Strasburgo        | Francia | 2012-     |

- Datos: Q3314469